# Station Bryn (Verenigd Koninkrijk)
Bryn is een spoorwegstation van National Rail in Bryn, Wigan in Engeland. Het station is eigendom van Network Rail en wordt beheerd door Northern Rail. 